# Žilëvo
Žilëvo (in russo Жилёво?) è una cittadina della Russia europea centrale, situata nell'oblast' di Mosca. Apparteneva allo Stupinskij rajon.
Sorge nella parte sudorientale dell'oblast', 90 chilometri a sud-sudest della capitale Mosca.